# SHGb02+14a
SHGb02+14a ist eine astronomische Radioquelle und ein Kandidat bei der Suche nach extraterrestrischer Intelligenz (SETI), der im März 2003 von SETI@home entdeckt und am 1. September 2004 im New Scientist bekannt gegeben wurde.

## Beobachtung
Die Radioquelle wurde dreimal (insgesamt etwa eine Minute lang) bei einer Frequenz von etwa 1420 MHz beobachtet. Diese Frequenz liegt im Bereich des radioastronomischen Wasserlochs, und es wird angenommen, dass sie ein guter Kandidat für eine Frequenz ist, die von außerirdischer Intelligenz zur Übertragung von Kontaktsignalen genutzt werden könnte.
SHGb02+14a zeigt eine Reihe von Merkmalen, die rätselhaft sind und zu skeptischen Reaktionen führten. Die Quelle befindet sich zwischen den Sternbildern Fische und Widder in einer Richtung, in der innerhalb von 1.000 Lichtjahren von der Erde aus keine Sterne beobachtet werden. Das Signal ist außerdem sehr schwach. Die Frequenz des Signals weist eine schnelle Drift auf, die sich zwischen 8 und 37 Hertz pro Sekunde ändert. Wenn die Ursache eine Dopplerverschiebung ist, würde dies auf eine Emission von einem Planeten hinweisen, der sich fast 40-mal schneller um seine Achse dreht als die Erde. Jedes Mal, wenn das Signal entdeckt wurde, lag es wieder bei etwa 1420 MHz, der ursprünglichen Frequenz vor der Drift.

## Sternenfeld
Die Region ist ungewöhnlich frei von nahen Sternen. Zu den nächstgelegenen Sternsystemen in der ungefähren Region des Signals gehören die Doppelsternkomponenten G 73-11A und B, die 106,1 Lichtjahre von der Sonne entfernt sind, der nicht dazugehörige Stern G 73-10 ist allerdings ebenfalls nur 108,7 Lichtjahre entfernt, weniger als drei Lichtjahre von G 73-11A und B gelegen. Alle diese Sterne sind Rote Zwerge und viel weniger massereich als die Sonne. Der viel nähere Stern L 1159-16 (Gliese 83.1), der einer der 40 sonnennächsten Sterne ist, befindet sich in der Nähe der Position des Signals, aber seine Nähe ist wahrscheinlich nur zufälliger Natur.